# Sergio Leo
Sergio Leo de Almeida Pereira (Rio de janeiro, 1963) é um jornalista e escritor brasileiro.
Atua profissionalmente desde 1983. Formou-se em jornalismo na Escola de Comunicação da UFRJ e em Artes Plásticas no Instituto de Artes da Universidade de Brasília. É especialista em Relações Internacionais pela UnB. Fez artigos na revista argentina Notícias e o jornal El Cronista. Foi repórter especial no Globo, na Folha de S. Paulo e na TV Globo. Coordenador de Economia no JB. Editor regional da sucursal Brasília no Estadão. Foi repórter especial e colunista no jornal Valor Econômico.Foi redator na Ciência Hoje, pauteiro na Manchete, repórter na ISTOÉ e diretor de sucursal na ISTOÉ Dinheiro. Entre maio de 2015 e abril de 2020 foi Diretor de Políticas de Comunicação da Federação de Bancos do Brasil (Febraban), onde, entre outras atribuições, dirigiu a Revista Ciab Febraban e comandou a criação das redes sociais da Federação e a plataforma Noomis, dedicada a tecnologia no setor bancário. Em 2020, tornou-se colaborador do site do El País Brasil, como articulista, e da Revista Piauí. e revista Poder. Colabora, ainda, com o jornal Valor Econômico e o site NeoFeed, entre outros.
Acompanhou viagens dos presidentes Sarney, Collor, FHC, Lula e Dilma. Participou da cobertura das Conferência da ONU para o Desenvolvimento e Meio Ambiente, no Rio (Eco-92 e Rio+20) e da cúpula para o Desenvolvimento Sustentável, em Joanesburgo. Cobriu reuniões de cúpula do Mercosul e das negociações da Alca, reuniões do FMI e Banco Mundial, em Washington, Madri e Hong Kong, da OMC em Seattle, em 1999, Cancun, em 2003, e Hong Kong 2005, as duas primeiras versões do Fórum Social Mundial, em Porto Alegre, e, como Media Leader, do Fórum Econômico Mundial - América Latina, no Chile 2007 no México 2008, e no Rio 2011, e do Fórum Econômico Mundial em Davos, 2010,2011 e 2013.
.
Entre 2001 e 2003, foi professor do Curso de Extensão em Jornalismo Econômico, na Universidade de Brasília; em 2003, lecionou a disciplina Jornalismo Opinativo no Centro de Ensino Unificado de Brasília. Como palestrante, participou de cursos de formação de diplomatas do Instituto Rio Branco e de cursos da Fundação Alexandre Gusmão (Ministério das Relações Exteriores) para diplomatas da América do Sul e Caribe, e da África, além de eventos como o debate "O Brasil, os Brics e a Agenda Internacional". Foi jurado nos prêmios de jornalismo Esso, CNI/Senac e Petrobras.
Em 2008, ganhou o Prêmio Sesc de Literatura na categoria Contos, com o livro Mentiras do Rio, publicado pela editora Record. Em 2014, publicou, pela Nova Fronteira, o livro-reportagem "Ascensão e Queda do Império X" sobre o fracasso empresarial do ex-bilionário Eike Batista. Também em 2014, publicou o livro-conto Segundas Pessoas pela coleção Formas Breves, da e-galáxia. Em 2017, participou da coletânea de contos Conversa de Botequim, pela editora Mórula, baseada em músicas de Noel Rosa. E em 2022, participou da coletânea “Gerúndio a Dois” , da editora Folhas da Relva. Publicou contos e artigos nas revistas virtuais Pessoa, Flaubert, La Pecera e Gueto. Em 2018, foi curador da Bienal Brasil do Livro e da Leitura, o maior evento literário do Distrito Federal. Como artista plástico, participou da exposição coletiva "Além do Papel" no Espaço PIloto, da UnB, e das coletivas no Museu Nacional de Brasília "Diálogos da Resistência" (2012) e SeuMuseu Expoexperimento (2013)